# Теута (баскетбольный клуб)
«Теу́та» (алб. Klubi Sportiv Teuta Durrës) — албанский баскетбольный клуб из Дурреса. Команда 2 раза побеждала в чемпионате и дважды выигрывала Кубок Албании. В настоящее время выступает в Лиге А.

## История
Клуб был основан в 1925 году под названием «Урани», в 1927 году был переименован в «Дуррес», а в 1930 году клуб получил название «Теута» в честь иллирийской царицы Тевты.
После окончания Второй мировой войны, с 1946 по 1958 год, «Теута» четырежды меняла название: клуб назывался «Юлли Кукь» (алб. Ylli Kuq — «Красная звезда»), «Пуна» (алб. Puna — «Труд»), «Дуррес», «Локомотива»; последнее название сохранялось до 1990 года.
Наивысшими достижениями клуба являются победы в розыгрышах чемпионата Албании 1947 и 1955 годов, а также выигрыши Кубка страны в 1956 и 1965 годах.
В сезоне 2009/10 Лиги А «Теута» заняла в чемпионате последнее место и выбыла в Лигу Б, но спустя один сезон вернулась в высшую лигу.

## Достижения
- Чемпион Албании (2)[1]: 1947, 1955
- Обладатель Кубка Албании (2)[2]: 1956, 1965